# Jülide
Jülide ist ein türkischer weiblicher Vorname persischer Herkunft mit den Bedeutungen „Tiefe“ oder „mit ungebändigtem Haar“.

## Namensträgerinnen
- Jülide Sarıeroğlu (* 1979), türkische Politikerin (AKP), Ökonomin und Autorin